# Heterallactis microchrysa
Heterallactis microchrysa là một loài bướm đêm thuộc phân họ Arctiinae, họ Erebidae.